# Maria João Pires
Maria João Pires (Lisboa, 23 de juliol de 1944) és una pianista portuguesa que resideix a Bèlgica.

## Biografia
Va començar els estudis al Conservatori de la seva ciutat natal, Lisboa, i els va prosseguir a Alemanya amb Karl Engel, de qui va rebre importants impulsos per a la seva evolució. La seva consagració internacional va arribar el 1970, quan va guanyar el Concurs Beethoven a Brussel·les.
Des de llavors ha actuat amb les orquestres i directors més rellevants, llaurant-se un important nom com a intèrpret mozartiana, però destacant també en la interpretació d'altres autors clàssics i romàntics, en particular: Bach, Beethoven, Schumann, Schubert, Mozart, Brahms i Chopin. També ha conreat la música de cambra, destacant sempre per l'efusió natural i l'encant que desprenen les seves versions.
En la seva carrera discogràfica han destacat els discos Moonlight (amb sonates de Beethoven), Le voyage magnifique (integral dels impromptus de Schubert), els d'obres de Chopin, de sonates de Grieg i els trios de Mozart, amb Augustin Dumay (violí) e Jiang Wang (violoncel).
En 1999, va fundar el Centro de Belgais para o Estudo das Artes, a Castelo Branco, institució dedicada a l'ensenyament i la difusió de la música entre nens i, en general, la població rural, amb un mètode pedagògic innovador. S'hi feien festes musicals amb concerts a l'aire lliure, oberts a tothom, on participaven Pires i altres artistes vinguts d'arreu. Pires va trobar molts entrebancs i manca de suport i ajuts per part de l'administració pública, com també crítiques d'un sector de la població que no aprovava el mètode d'ensenyament. Aquesta manca de suport va provocar que deixés el centre en 2006, que continuà obert fins a 2009, i que, com a mostra de disconformitat, anés a viure al Brasil en 2006: des de 2008, visqué en Lauro de Freitas (Salvador, Bahia) i obtingué la doble nacionalitat brasilera i portuguesa.
Entre 2012 i 2016, ha estat mestra resident en la Queen Elisabeth Music Chapel (Waterloo, Bèlgica), fent classes de piano a joves pianistes. En aquest marc, va iniciar el "projecte Partitura" amb la Chapelle Musicale de Brussel·les per tal d'impulsar la carrera de joves talents, dins del qual està participant el pianista barcelonès Ignasi Cambra. Arran d'aquesta estada, ha establert la residència a Bèlgica.
El 2017 va anunciar que deixava la interpretació en concerts i gires. Això no obstant, ha continuat oferint concerts per tot el món, incloent-hi interpretacions al Palau de la Música Catalana de Barcelona.